# سيراليون في الألعاب الأولمبية
سيراليون في الألعاب الأولمبية  تقوم اللجنة الأولمبية الوطنية الرياضية السيراليونية بالإشراف في شؤون مشاركة سيراليون في الألعاب الأولمبية، شاركت سيراليون أول مرة في الألعاب الأولمبية في دورة 1968 في مكسيكو سيتي في المكسيك، لم تفز سيراليون حتى الآن بأي ميدالية أولمبية.